# Ingmar Liljefors
Ingmar Kristian Liljefors (* 13. Dezember 1906 in Göteborg; † 14. Oktober 1981 in Stockholm) war ein schwedischer Komponist.
Der Sohn von Ruben Liljefors wirkte als Kompositionslehrer an der Musikhochschule in Stockholm. 
Er komponierte eine Oper, eine Sinfonie, mehrere Werke für Streichorchester, ein Klavier- und ein Violinkonzert, ein Concertino und eine Rhapsodie für Klavier und Orchester, kammermusikalische Werke, Klavierstücke und Lieder.
| Personendaten    | Personendaten                                   |
| ---------------- | ----------------------------------------------- |
| NAME             | Liljefors, Ingmar                               |
| ALTERNATIVNAMEN  | Liljefors, Ingmar Kristian (vollständiger Name) |
| KURZBESCHREIBUNG | schwedischer Komponist                          |
| GEBURTSDATUM     | 13. Dezember 1906                               |
| GEBURTSORT       | Göteborg                                        |
| STERBEDATUM      | 14. Oktober 1981                                |
| STERBEORT        | Stockholm                                       |